# Montagny (Rhône)
Pour les articles homonymes, voir Montagny.
Montagny est une commune française, située dans le département du Rhône en région Auvergne-Rhône-Alpes. Elle fait partie de la communauté de communes de la Vallée du Garon depuis 1997.
Ses habitants sont appelés les Montagnerots.

## Géographie

### Localisation
Montagny couvre une partie nord du plateau mornantais, en redescendant en coteaux vers la rive droite du Garon et vers Brignais.
Le village se compose de différents quartiers que l'on peut regrouper en trois principales parties :
- le vieux bourg historique, surplombant la vallée du Garon et offrant des vues à 360° du Pilat au Mont Blanc.
- le centre bourg, lieu-dit de Sourzy, au niveau du plateau, en limite des landes.
- Montagny-le-Bas, installé le long du Garon.

### Hydrographie
La commune est traversée par deux cours d'eau : le Garon et le Merdanson d'Orliénas. Une partie de la commune se trouve en zone inondable.

### Climat
Pour des articles plus généraux, voir Climat d'Auvergne-Rhône-Alpes et Climat du Rhône.
En 2010, le climat de la commune est de type climat océanique altéré, selon une étude du Centre national de la recherche scientifique s'appuyant sur une série de données couvrant la période 1971-2000. En 2020, Météo-France publie une typologie des climats de la France métropolitaine dans laquelle la commune est dans une zone de transition entre le climat semi-continental et le climat de montagne et est dans la région climatique Nord-est du Massif Central, caractérisée par une pluviométrie annuelle de 800 à 1 200 mm, bien répartie dans l’année.
Pour la période 1971-2000, la température annuelle moyenne est de 11,8 °C, avec une amplitude thermique annuelle de 17,8 °C. Le cumul annuel moyen de précipitations est de 778 mm, avec 9,2 jours de précipitations en janvier et 6,5 jours en juillet. Pour la période 1991-2020, la température moyenne annuelle observée sur la station météorologique de Météo-France la plus proche, « Mornant », sur la commune de Mornant à 6 km à vol d'oiseau, est de 12,1 °C et le cumul annuel moyen de précipitations est de 758,5 mm,. Pour l'avenir, les paramètres climatiques de la commune estimés pour 2050 selon différents scénarios d'émission de gaz à effet de serre sont consultables sur un site dédié publié par Météo-France en novembre 2022.

## Urbanisme

### Typologie
Au 1er janvier 2024, Montagny est catégorisée ceinture urbaine, selon la nouvelle grille communale de densité à sept niveaux définie par l'Insee en 2022.
Elle appartient à l'unité urbaine de Lyon, une agglomération inter-départementale regroupant 123  communes, dont elle est une commune de la banlieue,,. Par ailleurs la commune fait partie de l'aire d'attraction de Lyon, dont elle est une commune de la couronne,. Cette aire, qui regroupe 397 communes, est catégorisée dans les aires de 700 000 habitants ou plus (hors Paris),.

### Occupation des sols
L'occupation des sols de la commune, telle qu'elle ressort de la base de données européenne d’occupation biophysique des sols Corine Land Cover (CLC), est marquée par l'importance des territoires agricoles (57,5 % en 2018), en diminution par rapport à 1990 (62,8 %). La répartition détaillée en 2018 est la suivante : 
zones agricoles hétérogènes (36,5 %), prairies (21 %), zones urbanisées (20 %), milieux à végétation arbustive et/ou herbacée (9,3 %), forêts (8,6 %), zones industrielles ou commerciales et réseaux de communication (4,6 %). L'évolution de l’occupation des sols de la commune et de ses infrastructures peut être observée sur les différentes représentations cartographiques du territoire : la carte de Cassini (XVIIIe siècle), la carte d'état-major (1820-1866) et les cartes ou photos aériennes de l'IGN pour la période actuelle (1950 à aujourd'hui).

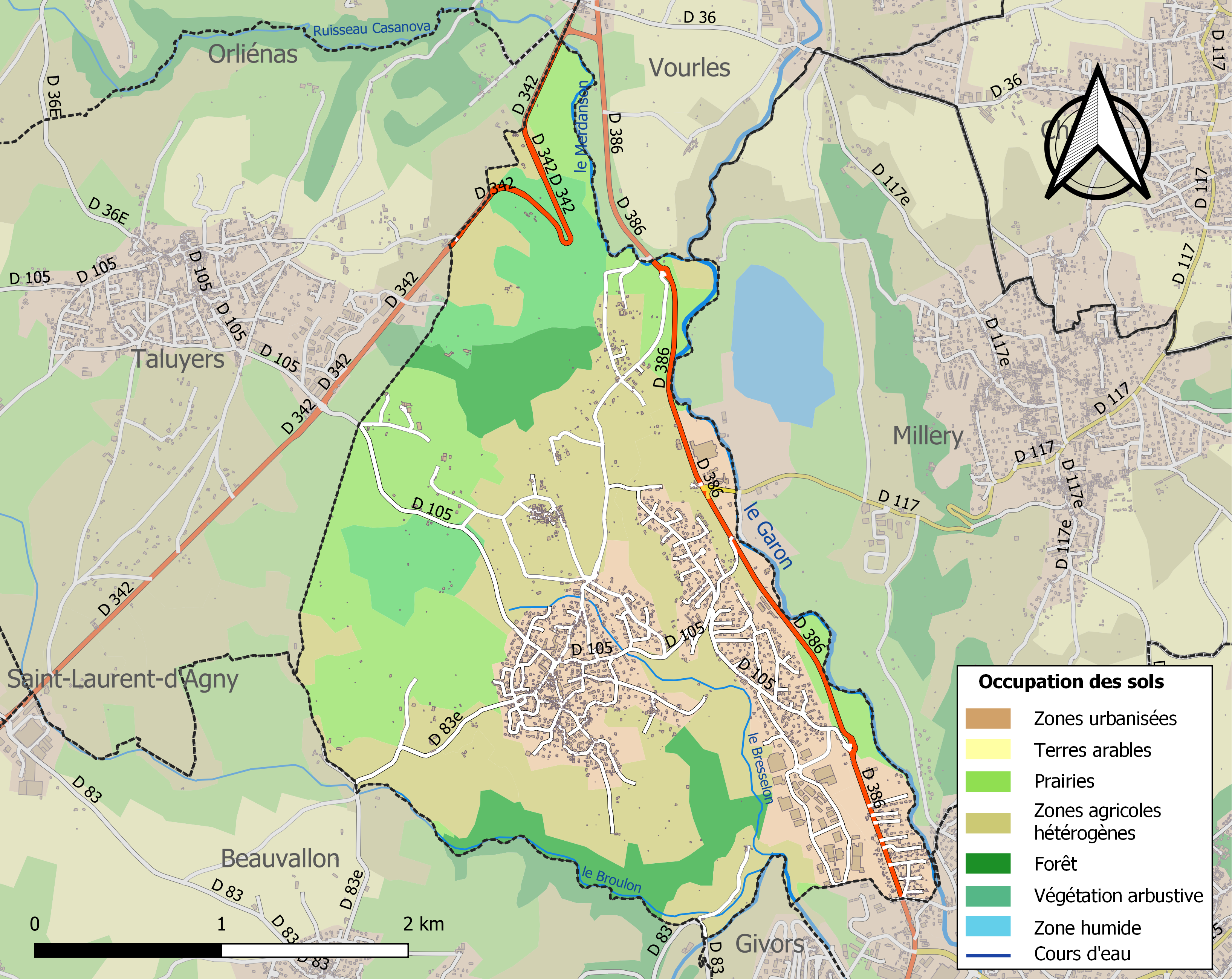
Carte des infrastructures et de l'occupation des sols de la commune en 2018 (CLC).

## Toponymie
Montagny vient de « montaniacum », du nom d'un Gallo-Romain nommé Montanius et de "-acum" signifiant le domaine.

## Histoire
Au XIIIe siècle, la baronnie de Montagny prend le titre de « Première baronnie du Lyonnais » et étend sa puissance sur tous les environs. Les armoiries des seigneurs de Montagny sont encore présentes sur les vitraux et les fresques décorant l'intérieur de la chapelle romane du vieux bourg.

## Politique et administration

### Administration municipale
Le conseil municipal de Montagny, élu en mars 2014, compte 23 élus dont le maire.

### Liste des maires
| Période   | Période                       | Identité                               | Étiquette | Qualité                                                |
| --------- | ----------------------------- | -------------------------------------- | --------- | ------------------------------------------------------ |
| 1790      | 1808                          | Antoine Carron                         | ...       | ...                                                    |
| 1808      | 1830                          | Jean Baptiste Aimé Dervieu de Goiffieu | ...       | ...                                                    |
| 1830      | 1832                          | Jean Claude Sevandon                   | ...       | ...                                                    |
| 1832      | 1846                          | Francois Poncet                        | ...       | ...                                                    |
| 1846      | 1846                          | Pierre Combermond                      | ...       | ...                                                    |
| 1846      | 1847                          | Jean Baptiste Aimé Dervieu de Goiffieu | ...       | ...                                                    |
| 1847      | 1848                          | Jean Antoine Vindry                    | ...       | ...                                                    |
| 1848      | 1855                          | Pierre Combermond                      | ...       | ...                                                    |
| 1855      | 1865                          | Joseph Remilly                         | ...       | ...                                                    |
| 1865      | 1888                          | Pierre Burel                           | ...       | ...                                                    |
| 1888      | 1896                          | Jean Etienne Burel                     | ...       | ...                                                    |
| 1896      | 1912                          | Antoine Delorme                        | ...       | ...                                                    |
| 1912      | 1919                          | Pierre Burel                           | ...       | ...                                                    |
| 1919      | 1959                          | Joseph Poncet                          | ...       | ...                                                    |
| mars 1959 | mars 1989                     | Edmond Vanhauwaert (1915-1993)         | MRP       | Dessinateur industriel                                 |
| mars 1989 | juin 1995                     | Pierre Volta                           | ...       | ...                                                    |
| juin 1995 | mars 2001                     | Robert Favier                          | ...       | ...                                                    |
| mars 2001 | mars 2008                     | François Truche                        | SE        | ...                                                    |
| mars 2008 | mai 2020                      | Jean-Louis Gergaud                     | UMP       | Retraité Vice-président de la CC de la Vallée du Garon |
| mai 2020  | En cours (au 19 janvier 2021) | Pierre Fouilland                       | LR        | Vice-président de la CC de la Vallée du Garon          |

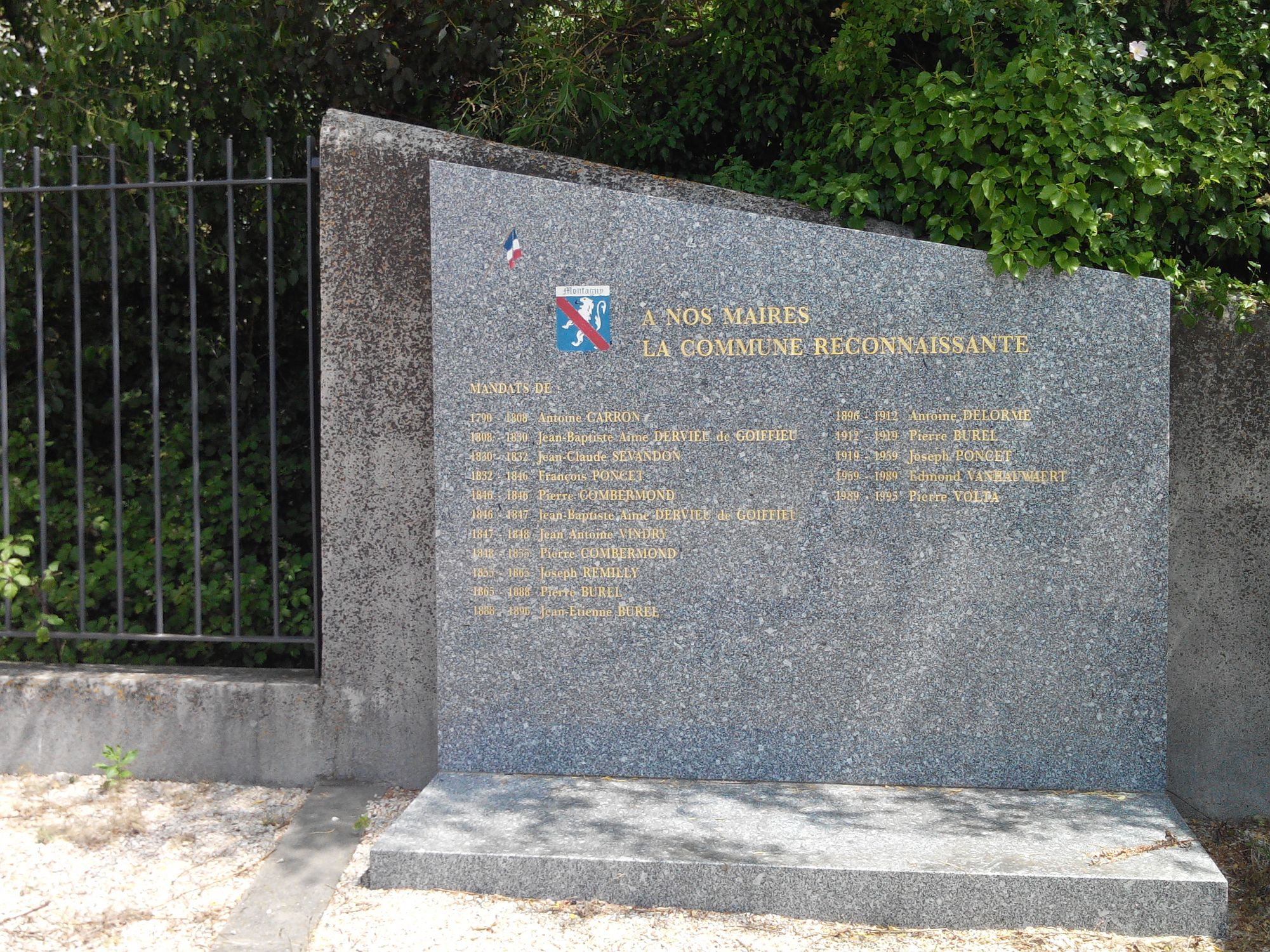
Plaque commémorative des anciens maires de 1790 à 1995.

## Population et société

### Démographie
L'évolution du nombre d'habitants est connue à travers les recensements de la population effectués dans la commune depuis 1793. Pour les communes de moins de 10 000 habitants, une enquête de recensement portant sur toute la population est réalisée tous les cinq ans, les populations de référence des années intermédiaires étant quant à elles estimées par interpolation ou extrapolation. Pour la commune, le premier recensement exhaustif entrant dans le cadre du nouveau dispositif a été réalisé en 2005.

En 2022, la commune comptait 3 212 habitants, en évolution de +11,07 % par rapport à 2016 (Rhône : +3,93 %, France hors Mayotte : +2,11 %).
| 1793 | 1800 | 1806 | 1821 | 1831 | 1836 | 1841 | 1846 | 1851 |
| ---- | ---- | ---- | ---- | ---- | ---- | ---- | ---- | ---- |
| 440  | 310  | 522  | 377  | 496  | 507  | 490  | 494  | 543  |

| 1856 | 1861 | 1866 | 1872 | 1876 | 1881 | 1886 | 1891 | 1896 |
| ---- | ---- | ---- | ---- | ---- | ---- | ---- | ---- | ---- |
| 503  | 523  | 480  | 463  | 460  | 427  | 454  | 425  | 409  |

| 1901 | 1906 | 1911 | 1921 | 1926 | 1931 | 1936 | 1946 | 1954 |
| ---- | ---- | ---- | ---- | ---- | ---- | ---- | ---- | ---- |
| 403  | 443  | 418  | 371  | 384  | 393  | 423  | 363  | 468  |

| 1962 | 1968 | 1975  | 1982  | 1990  | 1999  | 2005  | 2006  | 2010  |
| ---- | ---- | ----- | ----- | ----- | ----- | ----- | ----- | ----- |
| 703  | 762  | 1 227 | 1 803 | 2 202 | 2 322 | 2 353 | 2 377 | 2 539 |

| 2015  | 2020  | 2022  | - | - | - | - | - | - |
| ----- | ----- | ----- | - | - | - | - | - | - |
| 2 841 | 3 180 | 3 212 | - | - | - | - | - | - |

### Enseignement

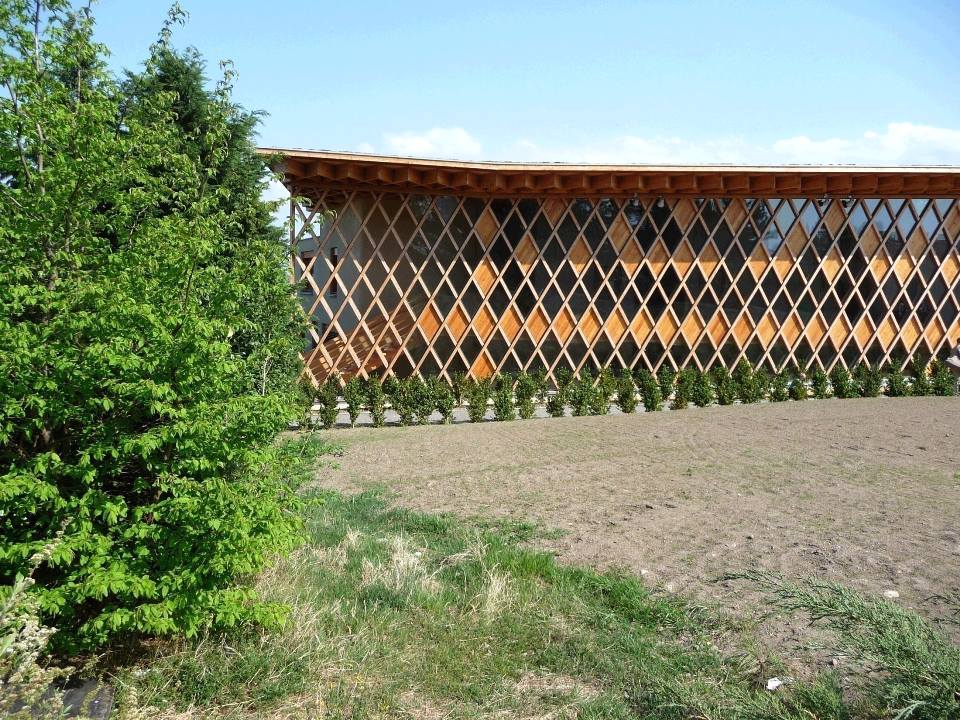
L'école des Landes.

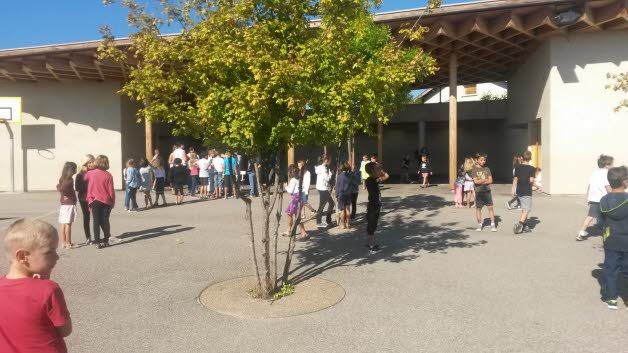
Le préau

École des Landes "Grand Prix 2010 de l'architecture, de l'urbanisme et de l'environnement du Rhône (GPAUE)".

### Santé
Depuis 2002, l’Institut médico-éducatif « Le Clos de Sésame » accueille toute l’année 30 adolescents de 12 à 20 ans atteints de troubles autistiques et apparentés.

## Culture locale et patrimoine

### Lieux et monuments
- Vestiges du château de Montagny dans le vieux bourg, du XIIe siècle. Il fut pris d'assaut et ruiné en 1561[26]. Un lieu de culte se dressait dans la basse-cour[27].
- Chapelle romane du XIIe siècle dans le vieux bourg.

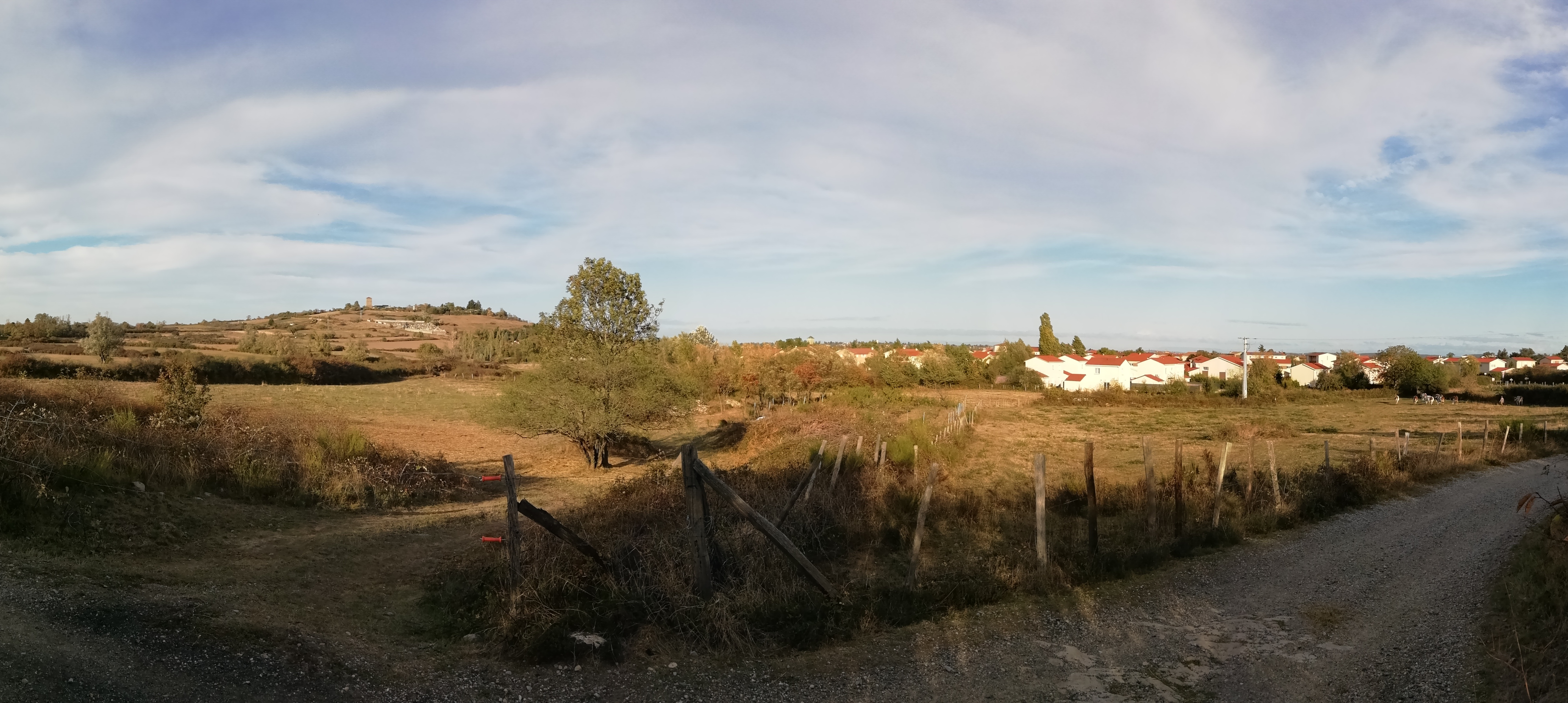
Le bourg lieu-dit Sourzy, et le village historique.
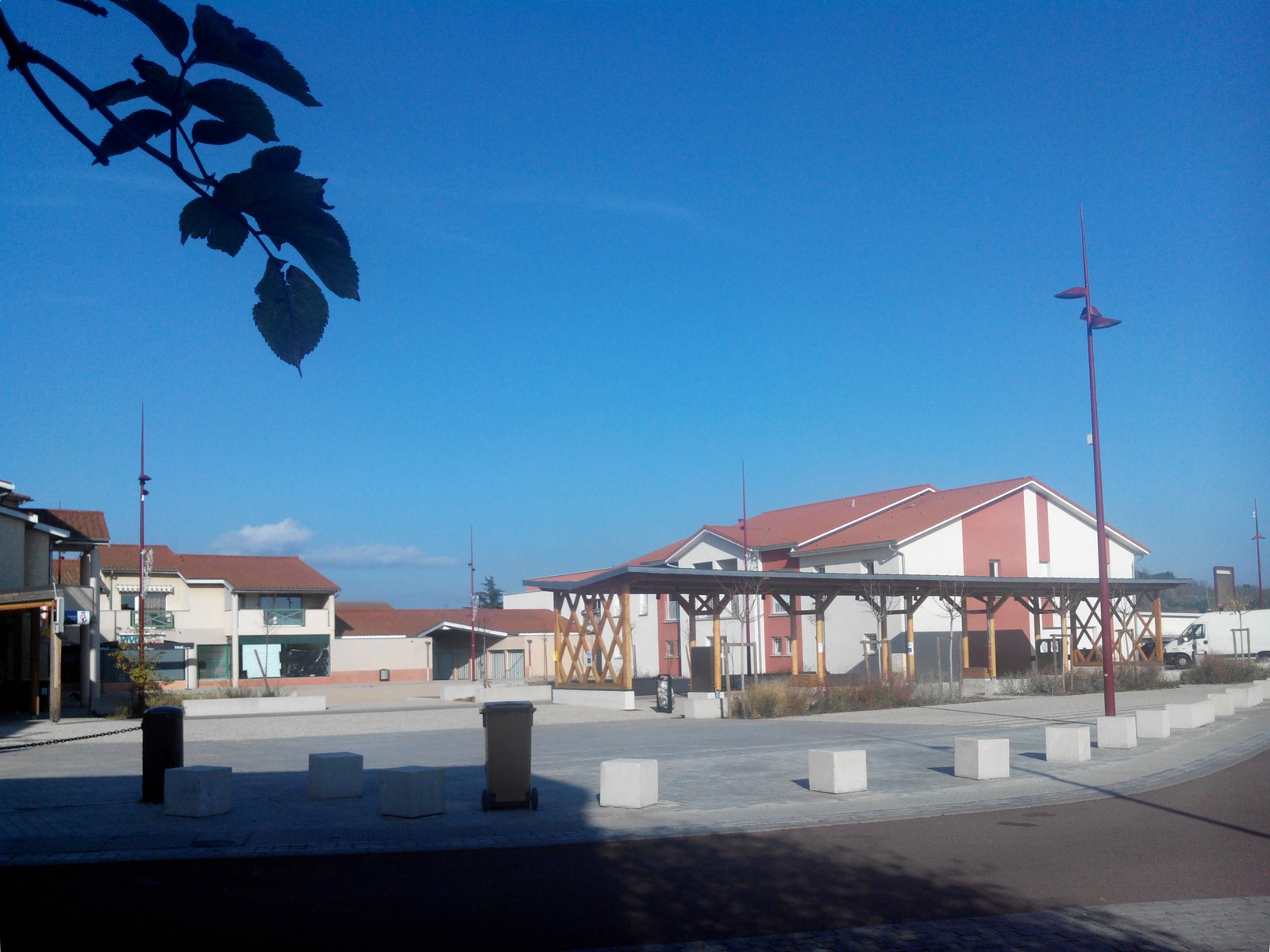
Place de Sourzy depuis le réaménagement de 2012.
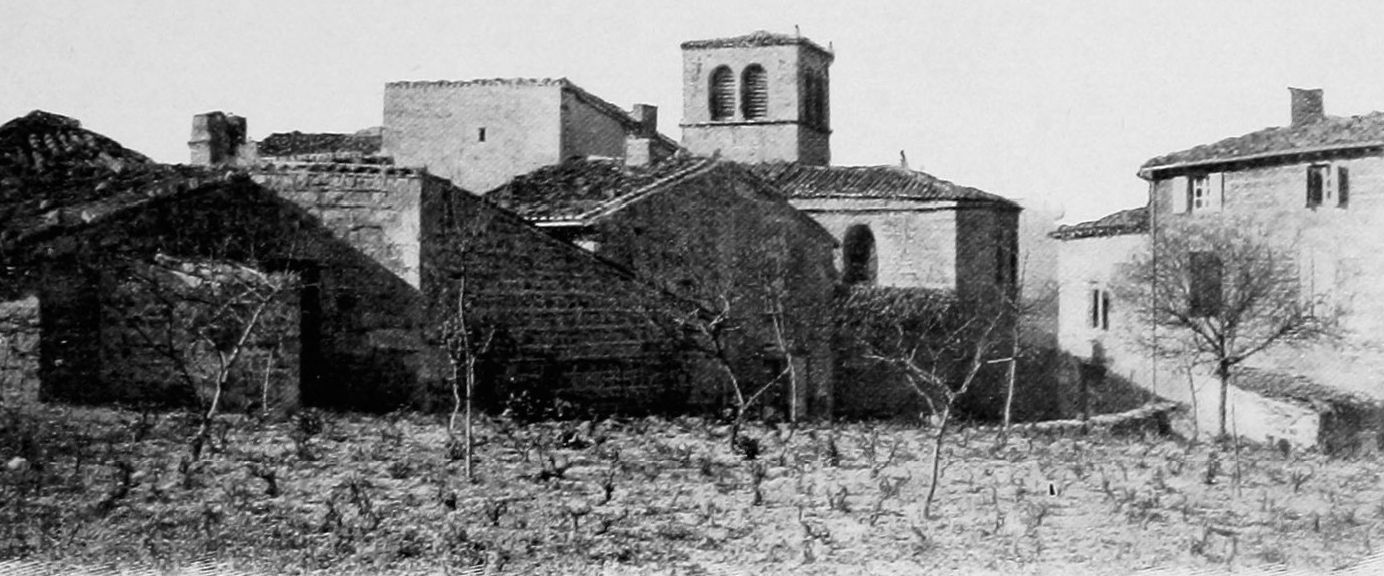
Le vieux bourg et la chapelle romane.
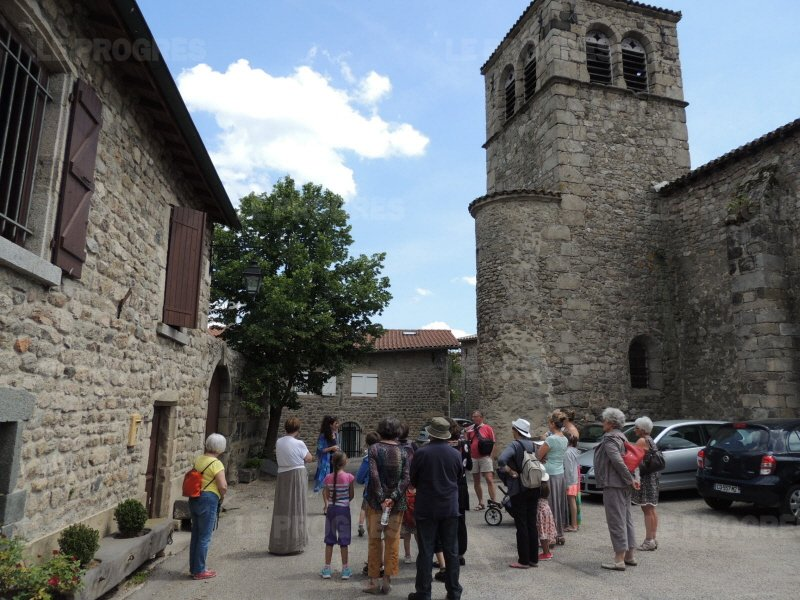
La chapelle du vieux bourg.
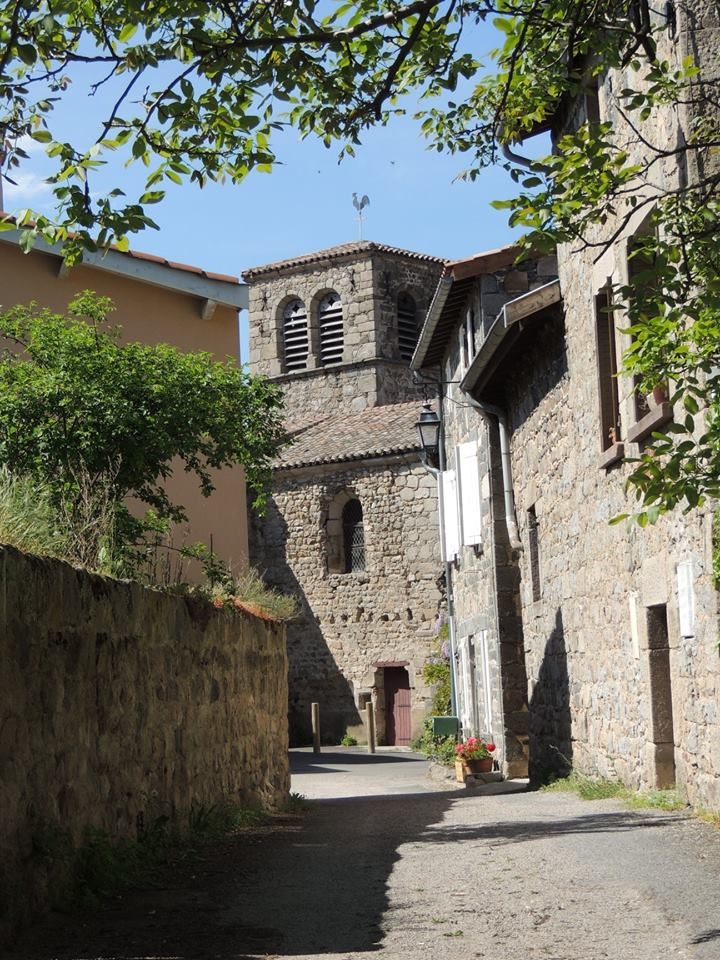
Rue du vieux Bourg.

### Patrimoine culturel
- Bibliothèque municipale[28].

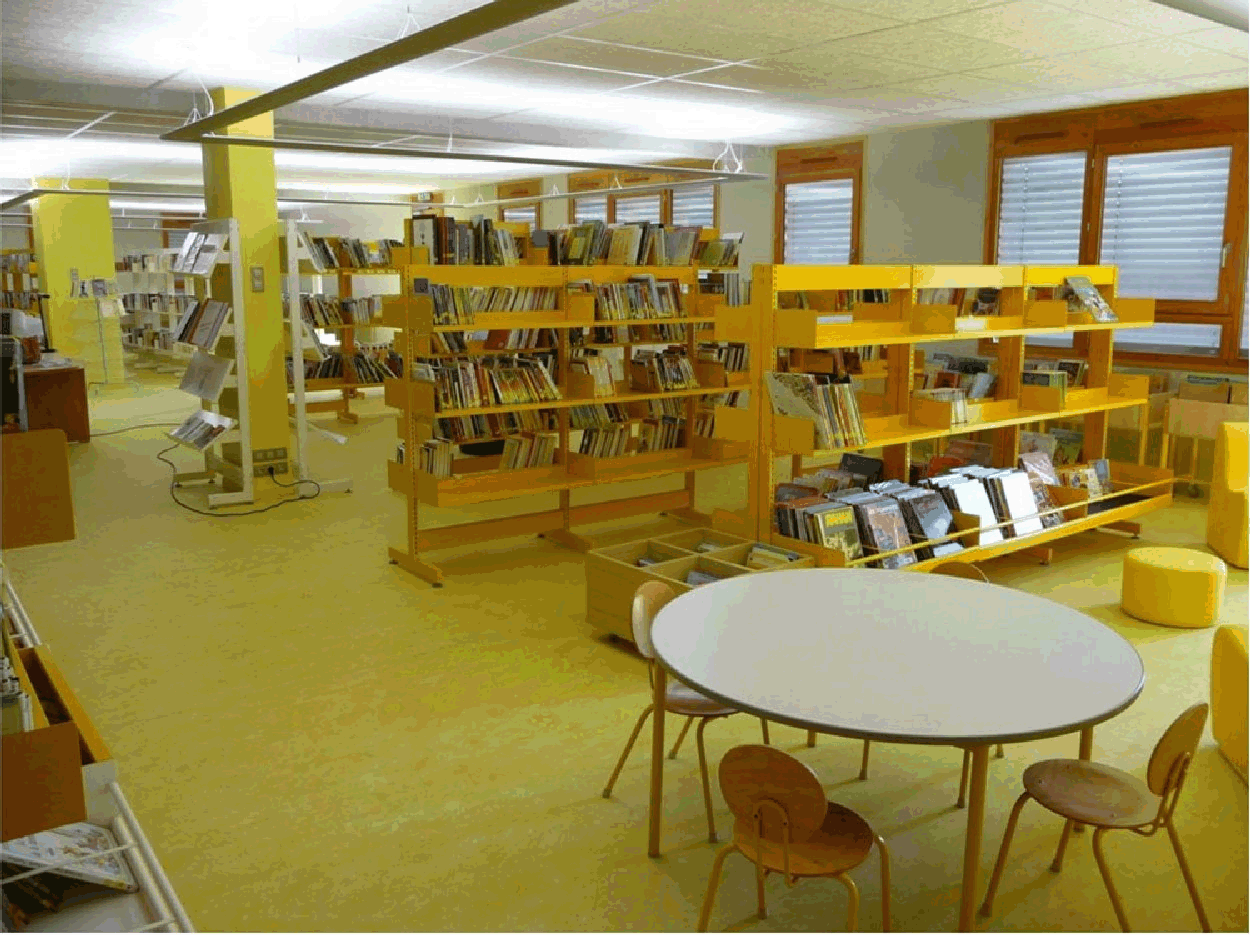
Une vue intérieure de la bibliothèque municipale

### Patrimoine naturel
- Les « prairies et landes de Montagny » font l'objet de l'arrêté préfectoral de protection du biotope[29] n°1719-93 du 7 juin 1993. Il s'agit d'un espace naturel sensible à haute valeur patrimoniale et qui dispose d'un paysage diversifié. Situé au sud-ouest de Lyon, dans les coteaux du Lyonnais, le site est couvert de zones de cultures, de prairies humides et de landes sur les crêtes ou les zones d'affleurements rocheux. On y trouve neuf espèces d'oiseaux remarquables (Courlis cendré,  Vanneau huppé,  Œdicnème criard, Caille des blés, Busard, Engoulevent d’Europe, Bruant proyer…). Désormais on note la présence de fauvette mélanocéphale qui désormais peuvent y être observer en période d'hibernation[30], des amphibiens d'enjeux européen (tritons crêtés), ainsi que des insectes et plantes rares.

### Personnalités liées à la commune
- Yves Morvan (1932-), restauration des peintures murales de la chapelle en 1997[31].

### Héraldique
| Blason de Montagny | Blason  | D'azur au lion d'argent, et à la cotice de gueules brochant sur le tout. |
| Blason de Montagny | Détails | Le statut officiel du blason reste à déterminer.                         |